# Penkiller
Penkiller è il quinto album in studio del rapper italiano Nerone, pubblicato il 23 maggio 2025 dalla Heirloom e distribuito dalla Believe Music.

## Tracce
1. Penkiller – 2:43 (musica: Verano, Riva Undici)
2. Il più grosso – 2:31 (musica: Gemitaiz)
3. Big Show (feat. Ensi e Gemitaiz) – 2:18
4. Emmei 2 – 3:20
5. Ping Pong Skit (feat. Sara Penelope Robin) – 1:20
6. Contronatura – 2:54
7. Costolette (feat. Salmo e Jake La Furia) – 3:12
8. Pezzi di noi – 3:06
9. Loser (feat. Shari e Dani Faiv) – 3:14
10. Che palle (feat. Nitro e Jack the Smoker) – 2:54
11. Non serve – 3:11
12. Domani (feat. Heartman) – 2:32
13. Beh ok (feat. MadMan) – 2:46
14. Whatsapp audio – 2:47
15. Mi tieni – 2:35
16. Acufene (feat. Eddy Veerus) – 2:35

## Formazione
Musicisti
- Nerone – voce
- Ensi – voce aggiuntiva (traccia 3)
- Gemitaiz – voce aggiuntiva (traccia 3)
- Sara Penelope Robin – voce aggiuntiva (traccia 5)
- Salmo – voce aggiuntiva (traccia 7)
- Jake La Furia – voce aggiuntiva (traccia 7)
- Shari – voce aggiuntiva (traccia 9)
- Dani Faiv – voce aggiuntiva (traccia 9)
- Nitro – voce aggiuntiva (traccia 10)
- Jack The Smoker – voce aggiuntiva (traccia 10)
- Heartman – voce aggiuntiva (traccia 12)
- Madman – voce aggiuntiva (traccia 13)
- Eddy Veerus – voce aggiuntiva (traccia 16)
- DJ 2P – scratch (traccia 7)

Produzione
- El Verano – produzione (traccia 1, 3, 4, 6, 7, 8, 9, 10, 11, 12, 13, 16)
- Riva Undici – produzione (traccia 1, 3, 7, 8, 10, 11, 12, 13, 14, 16)
- A-Kurt – produzione (traccia 4, 16)
- Gemitaiz – produzione (traccia 2)
- AdMa – produzione (traccia 13)
- Venom – produzione (traccia 14)
- Le Winter – produzione (traccia 15)